# Cono Larvik
El Cono Larvik (en inglés: Larvik Cone) es un pico cónico bajo, pero prominente y de pedregal de unos 425 m s. n. m. ubicado entre la bahía Newark y Jacobsen Bight, en la costa sur de Georgia del Sur, un territorio ubicado en el océano Atlántico Sur, cuya soberanía está en disputa entre el Reino Unido el cual las administra como «Territorio Británico de Ultramar de las islas Georgias del Sur y Sandwich del Sur», y la República Argentina que las integra al Departamento Islas del Atlántico Sur, dentro de la Provincia de Tierra del Fuego, Antártida e Islas del Atlántico Sur.. Fue más o menos esbozada por la British South Georgia Expedition, de 1954 y 1955, y la llamó "pico Larvik" por la asociación con la cercana Larvik. La South Georgia Survey, de 1956 y 1957, informó que "cono" es un término descriptivo más adecuado.